# Kibara elongata
Kibara elongata är en tvåhjärtbladig växtart som beskrevs av A. C. Smith. Kibara elongata ingår i släktet Kibara och familjen Monimiaceae. Inga underarter finns listade i Catalogue of Life.